# Mura Masa
Mura Masa, właśc. Alexander Crossan (ur. 5 kwietnia 1996 w Castel) – brytyjski producent muzyczny i DJ.

## Dyskografia

### Albumy studyjne
- Mura Masa (2017)
- R.Y.C (2020)

### Mixtape’y
- Soundtrack to a Death (2014)

### Minialbumy (EP)
- Someday Somewhere (2015)